# 7:15 до полудня
«7:15 до полудня» (англ. 7:15 A.M.) — десятый эпизод американского телевизионного сериала в жанре фэнтези «Однажды в сказке». Премьерный показ серии в США состоялся 22 января 2012 года на телеканале ABC.

## Сюжет

### В Зачарованном лесу
В Зачарованном лесу Красная Шапочка рассказывает Белоснежке, что Прекрасный принц женится на Эбигейл через два дня. Белоснежка мечтает найти способ выкинуть принца из головы, ведь всё еще любит его. Шапочка предлагает ей обратиться к Румпельштильцхену, который создаёт зелье способное заставить забыть о любви, предупреждая о его экстремальном эффекте. А в качестве платы берёт локон волос Белоснежки.
Во дворце Принц Дэвид борется со своими чувствами к Белоснежке. Король Джордж приказывает ему забыть о ней, потому что брак с Эбигейл очень выгоден королевству. Принц отправляет Белоснежке письмо с голубем, в нём он признаётся в своих чувствах и просит о встрече. Девушка пробирается в замок, но оказывается схвачена стражей. В темнице она знакомится с Ворчуном которого посадили по ложному обвинению в краже алмаза для своей любимой. Вдруг появляется гном Проныра, который вытаскивает обоих из тюрьмы. Но при попытке побега их всех настигает стража вместе с королём. Проныру убивают, а Белоснежка сдаётся, давая Ворчуну возможность уйти.
Король выдвигает ей ультиматум. Белоснежка должна сказать принцу, что не любит его или тот будет убит. Она идёт на это, разбивая ему и себе сердце. Расстроенная, она уходит из замка и уже готовится выпить зелье Румпельштильцхена. Но её встречают гномы и, уговорив не делать это, отводят к себе домой.
Утром Ворчун бежит к Белоснежке с радостной новостью: принц отменил свадьбу с Эбигейл и отправился на её поиски. Но  Белоснежка успела выпить зелье и  ничего не помнит о своей любви.

### В Сторибруке
В Сторибруке Мэри Маргарет уходит рано из дома под предлогом подготовки к научной ярмарке, а на самом деле каждый день приходит в 7:15 в кафе у бабушки чтобы «случайно» встретить Дэвида и немного поболтать. Эмма, распрашивает Мэри, и та признаётся что не может выбросить Дэвида из головы и сожалеет, что от любви не существует лечения. В тот же день Мэри Маргарет идёт за покупками и случайно сталкивается с Кэтрин, у которой видит тест на беременность. Наблюдающая за этим Реджина советует девушке забыть о Дэвиде и не вмешиваться в его личную жизнь.
Позже, прогуливаясь в лесу Мэри Маргарет спасает голубку. Она идёт к ветеринару в приют для животных. Тот говорит что с птицей всё впорядке но нужно найти её стаю и выпустить к ней, ведь эта птица — однолюб и без своей пары будет несчастна. Дэвид, работающий там же предлагает помочь с этим но Мэри говорит, что справится сама. Она едет в лес и при попытке обнаружить стаю падает и остаётся висеть на краю обрыва. Её спасает подоспевший Дэвид и вместе они укрываются от разыгравшейся бури в старом лесном домике. Там они признаются в чувствах друг другу но Мэри говорит что они не могут быть вместе и рассказывает ему о возможной беременности Кэтрин. Буря стихает и они находят стаю голубки. Птица спасена, но Мэри говорит Дэвиду что они должны забыть друг о друге.
Вернувшись домой он разговаривает с женой и узнаёт, что её тест оказался отрицательным. Кэтрин говорит, что их отношения сейчас не просты, но просит дать им ещё один шанс.
Тем временем Генри разговаривает с байкером и тот сообщает, что в Сторибруке у него есть дело. Это видит Реджина и обеспокоенная, просит Эмму узнать о странном приезжем больше. Эмма встречает его в кафе у бабушки, и тот обещает показать содержимое своего странного чемодана, если она с ним как-нибудь выпьет. Шериф соглашается и он показывает ей содержимое — обычную печатную машинку. А сам представляется писателем, приехавшим в город ради вдохновения.
Утром следующего дня Эмма и Мэри завтракают. Мэри благодаря поддержке Эммы пересиливает себя и идёт в кафе не в 7:!5,а в 7:45,чтобы не пересечься с Дэвидом, но они всё равно случайно пересекаются и Дэвид рассказывает что его жена не беременна. Они целуется, а свидетелем этого оказывается Реджина.

### Открывающая сцена
Белоснежка в плаще идёт по лесу.